# 都市環境工学
都市環境工学（としかんきょうこうがく、英: Urban Environmental Engineering）は、大量の近代建築や巨大都市の建設に当たって、少なくとも周辺環境を悪化させないための仕組みや仕掛けとしての都市設備を中心とする学問体系。
土木工学における上下水道、廃棄物管理を扱う衛生工学・土木環境工学と、建築学において給排水を扱う建築環境工学のいずれか、もしくはその両方の分野から発展した学問体系として位置づけられる。
日本においては、早稲田大学教授尾島俊雄が、1970年に都市環境工学専修を開設し、その初代担当教授になったことに始まる。
人口集中に伴って発生するヒートアイランド問題や大気汚染、水質汚染や水環境問題、廃棄物問題、都市災害等の発生メカニズム。対応策としての都市インフラストラクチャーや地域冷暖房システムなどの都市エネルギーシステム。計画立案や管理段階としてのアセスメント技術やライフサイクルアセスメント、人間活動に由来する環境負荷を都市レベルで改善する技術や施策などを対象領域とする。

## 都市環境工学の学部・学科を設置している大学
- 足利工業大学工学部都市環境工学科（土木工学科の改称）
- 愛知工業大学工学部 都市環境学科（土木工学専攻）
- 北海道科学大学工学部 都市環境学科（2014年、旧名の北海道工業大学空間創造学部から北海道科学大学開学時、工学部に）
- 中央大学理工学部 都市環境学科（1949年工学部土木工学科設置 2009年に土木工学科から改称）
- 摂南大学理工学部 都市環境工学科（土木工学科の改称）
- 千葉工業大学創造工学部 都市環境工学科（土木工学科の改称）
- 法政大学デザイン工学部 都市環境デザイン工学科（工学部土木工学科の改称）
- 東洋大学理工学部 都市環境デザイン学科（工学部土木工学科→環境建設工学科の改称）
- 大阪工業大学工学部 環境工学科
- 東京都立大学都市環境学部
- 東京大学工学部都市工学科　都市環境工学コース
- 環境システム学科#設置大学 - 芝浦工業大学システム理工学部、千葉大学工学部等

大学院
- 北海道大学大学院工学研究科に、都市環境工学専攻
- 東京大学大学院工学系研究科都市工学専攻に、都市環境工学コース
- 大阪大学大学院工学研究科に、環境工学専攻都市環境デザイン学領域
- 京都大学大学院工学研究科に、都市環境工学専攻
- 九州大学大学院工学研究科に、都市環境システム工学専攻